# Чёрный дрозд
Чёрный дрозд (лат. Turdus merula) — вид птиц рода дрозды семейства дроздовых. Длина тела около 25 см. Оперение у самцов однотонное чёрное, блестящее, клюв жёлтый; оперение самок и молодых птиц большей частью тёмно-коричневое либо бурое.
Песня чёрного дрозда разнообразна и мелодична; он считается одним из лучших певцов среди птиц.
Широко распространён в Европе, включая европейскую часть России, частично в Передней и Центральной Азии и Северной Африке, а также интродуцирован в Австралии и Новой Зеландии. В пределах своего широкого ареала образует несколько подвидов; некоторые азиатские подвиды ныне рассматриваются как самостоятельные виды. В зависимости от широты местности чёрный дрозд может быть оседлым, кочующим или перелётным. Там, где климат достаточно мягкий, пары остаются на своей территории круглый год.
Чёрный дрозд гнездится в лиственных и смешанных лесах, в садах и парках; в Западной Европе обычен в городах. Его аккуратное чашеобразное гнездо скреплено грязью, находится на земле у корней деревьев, на пнях или кустарниках. В кладке обычно 4-7 голубоватых с крапинками яиц. Насиживают кладку и самка и самец примерно 13-14 суток. Всеяден, питается разнообразными насекомыми, червями, ягодами и фруктами. Оба пола демонстрируют выраженное территориальное поведение, но во время миграций и в местах зимовки птицы могут собираться в стаи.
Чёрный дрозд — массовый, хорошо заметный вид. Он упоминается в фольклоре и литературе разных стран, часто в связи с его пением.

## Этимология названия
Научное название вида — Turdus merula образовано от латинского turdus — «дрозд» и латинского же названия чёрного дрозда merula (к которому восходят также французское merle и шотландское merl).
Русскоязычное название «дрозд» является звукоподражательным и зафиксировано в индоевропейских языках Европы: лат. turdus, ср.-ирл. truit, druit (скворец), др.исл. þrǫstr (дрозд), древневерхненемецкий droscala (нем. Drossel), др.англ. ðrysce (англ. thrush). прус. tresde, лит. strãzdas, латыш. strazds (дрозд), рус. дрозд.
Восходит к праиндоевропейскому *trozdos, подверглось в славянских языках ассимиляции: drozdъ, от которого в числе прочего произошли: русск. дрозд, укр. дрíзд (род. п. дрозда́), ср.-болг. дрозгъ, болг. дрозд, сербохорв. дро̏зд, дро̀зда, словенск. drȏzg, чешск., словацк. drozd, польск. drozd, в.-луж. drózn, н.-луж. drozn.
Английское название чёрного дрозда blackbird (дословно «чёрная птица») впервые зафиксировано в 1486 году. Не сразу понятно, почему так был назван именно этот вид, а не какая-либо из обычных птиц чёрного цвета, например чёрная ворона, ворон, грач или галка. Дело в том, что как в древнеанглийском, так и в современном английском до примерно XVIII века, слово bird означало только маленькую или молодую птицу, а крупные птицы, такие как ворона, назывались fowl. Поэтому в те времена чёрный дрозд был единственной широко распространённой и часто встречающейся чёрной птицей (bird) на Британских островах. Примерно до середины XVII века у него было и другое название: ouzel (ousel, wosel; от древнеанглийского osle, ср. нем. Amsel). Это название встречается в третьем акте комедии Шекспира «Сон в летнюю ночь», где ткач Основа упоминает The Woosell cocke, so blacke of hew, With Orenge-tawny bill. Позднее слово ouzel использовалось в поэзии, и до сих пор присутствует в английском названии близкого вида — белозобого дрозда (англ. ring ouzel), и в названии water ouzel, относящемся к неродственному, но чем-то похожему виду — оляпке Cinclus cinclus и американской оляпке C. mexicanus.
От названия чёрного дрозда, вероятно, происходит топоним Косово, что есть притяжательная форма сербского кос «чёрный дрозд», ср. Косово поле — «поле чёрных дроздов».

## Описание

### Внешний вид

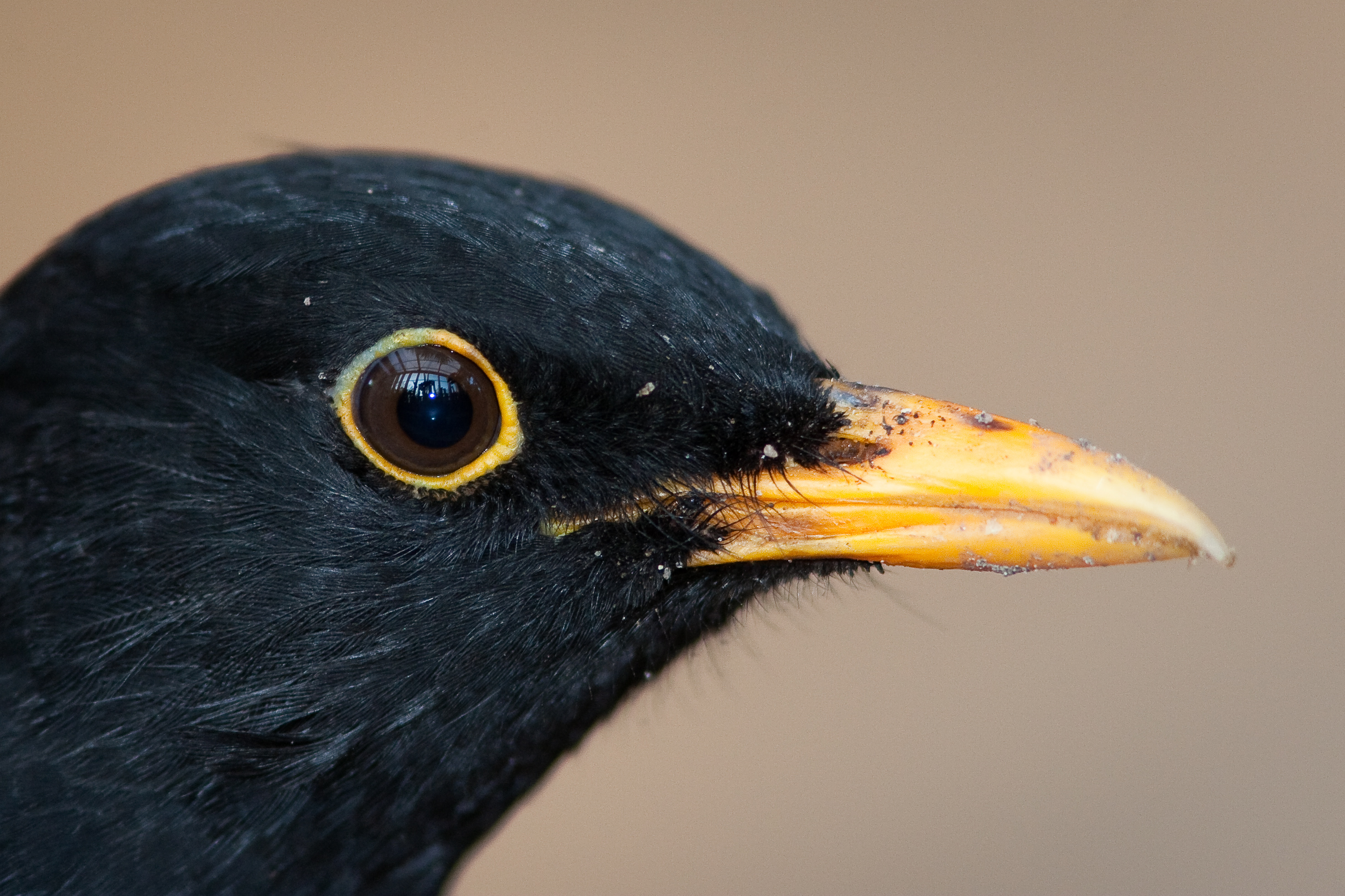
Голова самца крупным планом

Дрозд средних размеров. Самцы немного крупнее самок. Длина крыла самцов 123—143 мм, самок — 117—139 мм. Длина тела самцов 23-28 см, самок 25-28,6 см. Размах крыльев самцов номинативного подвида 39-45 см, самок 39,5-40,7 см. Длина хвоста у обоих полов 10,5—11,6 см, длина клюва 19—22 мм. Череп имеет длину от 47 до 52 мм.
Масса обычно в пределах 75—150 грамм. У европейских чёрных дроздов наблюдаются значительные различия в массе тела в разные сезоны года. На основании многолетних наблюдений, проведённых в Великобритании, установлено, что масса тела может варьироваться от 71 до 150 граммов. Взрослые самцы весят в среднем 102,8 г. Взрослые самки немного легче — 100,3 г. Годовалые птицы в среднем легче на 3 грамма. Самки немного тяжелее самцов только при откладывании яиц. Центральноевропейские чёрные дрозды имеют наибольшую массу в январе, наименьшую — в июле или августе, во время брачного периода. Увеличение массы происходит за счёт накопления жировых запасов.
Взрослые птицы демонстрируют выраженный половой диморфизм. Окраска взрослого самца однотонная полностью чёрная, клюв и окологлазное кольцо ярко-жёлтого цвета, ноги и радужина тёмно-бурые. В основном на нижней стороне тела, но также и на спине перья могут иметь серые или коричневатые кончики, что видно только при определённом освещении. Контурные перья могут светлеть весной.
Самки по окраске изменчивы. Взрослая самка тёмно-бурого цвета, горло беловатое с тёмными наствольями, грудь рыжевато-охристая с тёмными пятнами, подкрылья серого цвета, клюв обычно бурый, а у старых самок — желтоватый. Окологлазное кольцо от бурого до бледно желтоватого. Оперение самки на верхней стороне тела может варьировать от тёмно-оливково-коричневого до оливково-серого цвета. Лоб часто немного темнее. Цвет более светлой нижней части тела также может сильно варьироваться у разных особей. Горло светлое, от грязно-серого до красновато-коричневого с более тёмными полосами. Грудь буровато-серая, её окраска может варьироваться от жёлто-бурой до красно-бурой, более или менее пёстрая. Брюшная сторона бурая, серо-бурая или серая с более светлыми кончиками перьев, отчётливо напоминающими рисунок чешуи. Рулевые перья от тёмных до чёрно-коричневых, задние маховые — тёмно-коричневые.
Сезонные вариации окраски не существенные. Глобально изменчивость окраски у различных особей может проявляться в вариабельности выраженности и интенсивности чёрного цвета в окраске оперения у самцов, в степени её редукции или в замене её другими тонами, а также в вариабельности оттенков в окраске оперения у самок. Характерный для дроздов пятнистый рисунок на оперении у самцов скрыт интенсивным отложением меланина в перьях. Таким образом, меланизм можно рассматривать как адаптационную характеристику этого вида. Тем не менее, для отдельных особей характерно уменьшения или потеря пигмента в оперении, что может проявляться в различных формах и степени интенсивности. Пониженное содержание меланина в перьях, связанное с альбинизмом, приводит к появлению землянистой окраски. Полностью белые птицы-альбиносы с красными глазами практически не имеют шансов выжить в природе. Особи с белым оперением и с карими или чёрными глазами относятся к лейцистам. Подавленный лейцизм приводит к появлению белой окраски с тёмными пятнами. В отдельные годы обычными могут быть пятнистые особи птиц с симметричными или асимметричными узорами на оперении. Белая либо светлая окраска оперения у чёрного дрозда может быть наследственной. Светлая окраска также может возникать во время развития оперения — экспериментально доказано, что развитие светлоокрашенных перьев связано с питанием птицы, особенно в период линьки. Пища с низким содержанием белка способствует возникновению различных проявлений альбинизма.
Молодая птица в гнездовом оперении по окраске оперения напоминает самку, но пестрее — брюшная сторона более рыжее и с тёмными обычно округлыми пятнами. Спинная сторона также несколько рыжее с светлыми охристо-оранжеватыми надствольями на некоторых перьях, кроющих крыла и верхней стороны головы, клюв бурый. Оттенок коричневого в окраске у молодых птиц варьирует, предположительно более тёмные птицы это самцы. Годовалые самцы напоминают взрослых птиц, но отличаются тёмным клювом и окологлазным кольцом, а сложенные крылья выделяются коричневым оттенком на фоне остального тела.

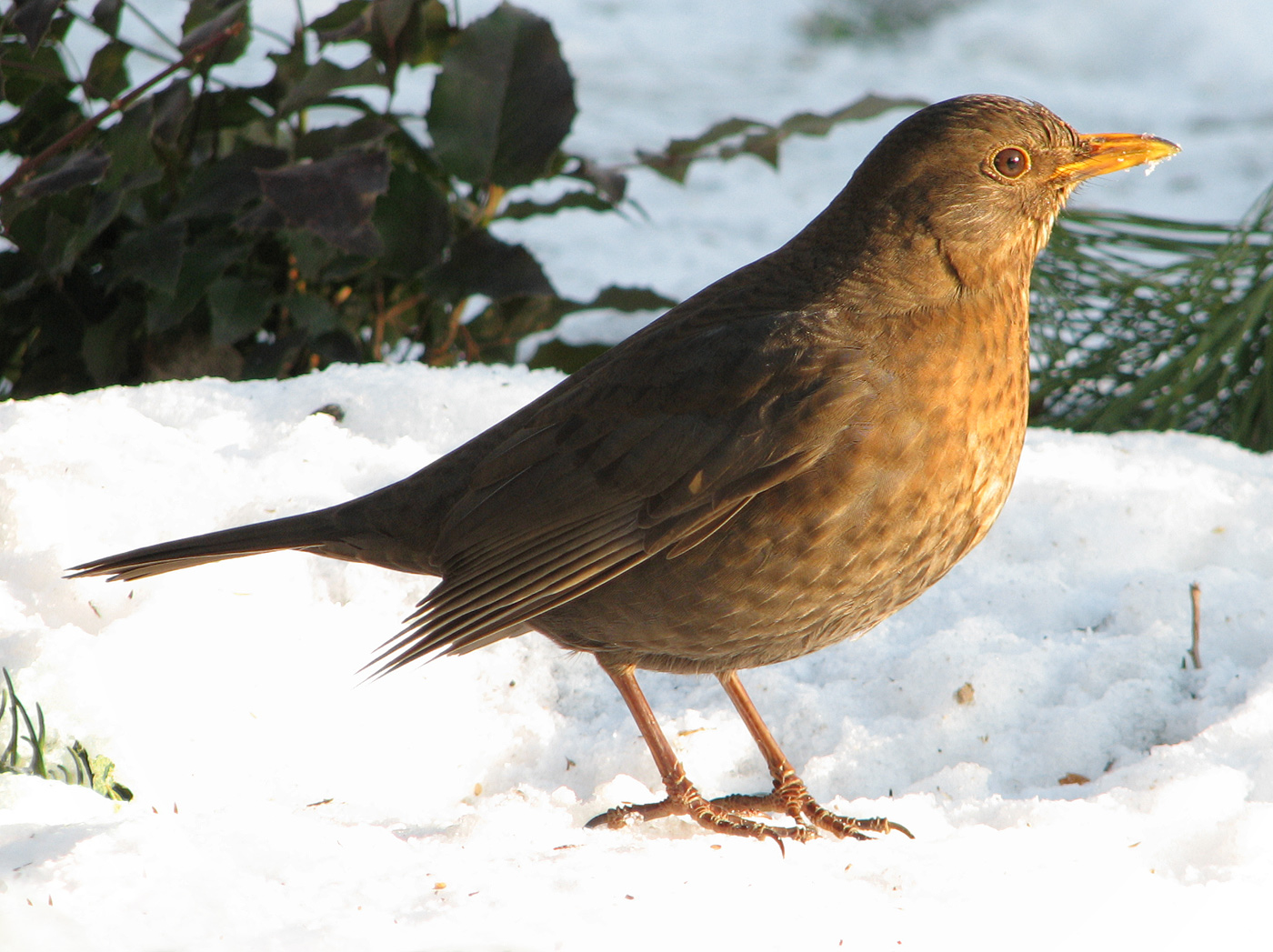
Самка
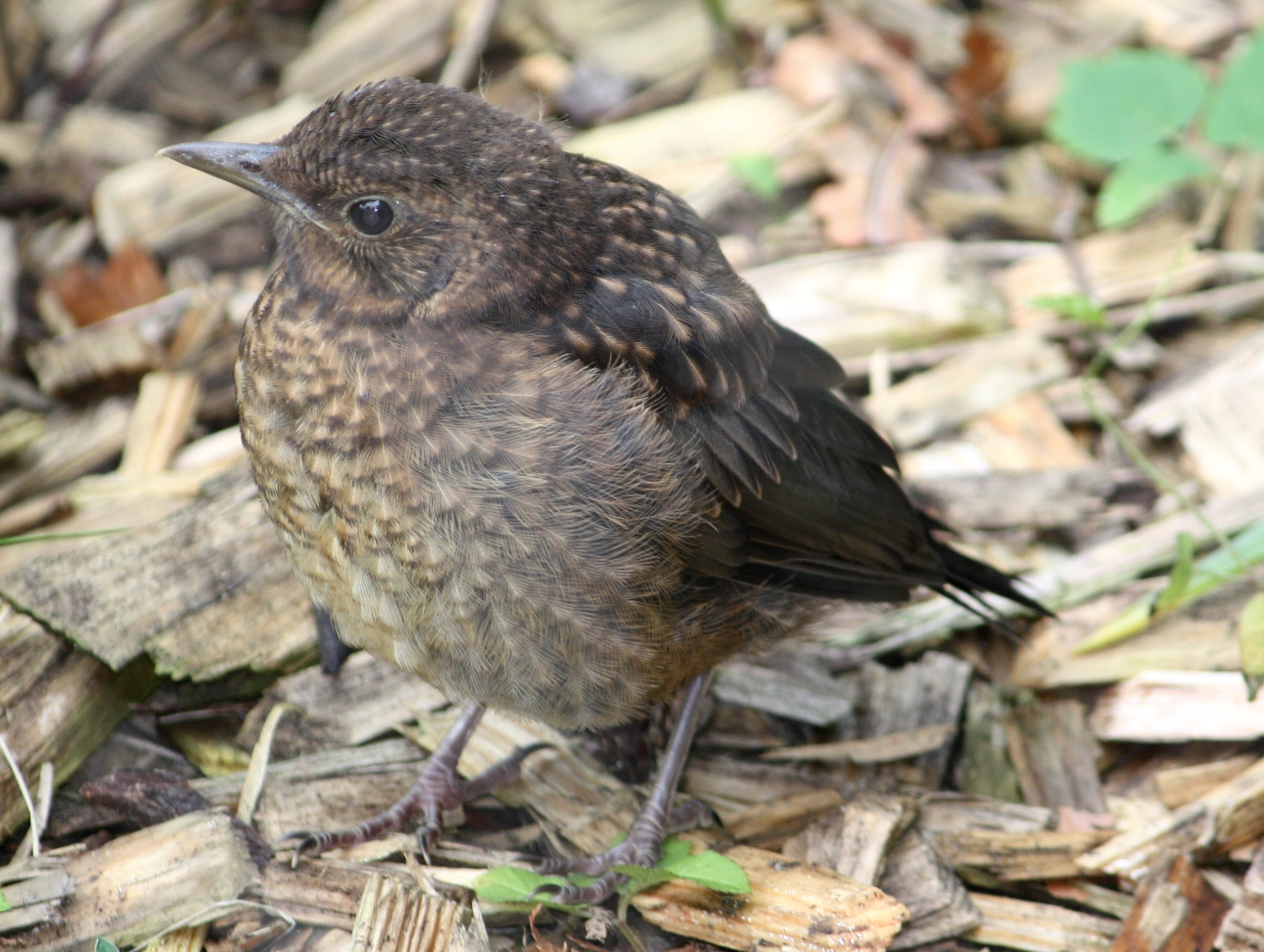
Слёток возрастом 21 день
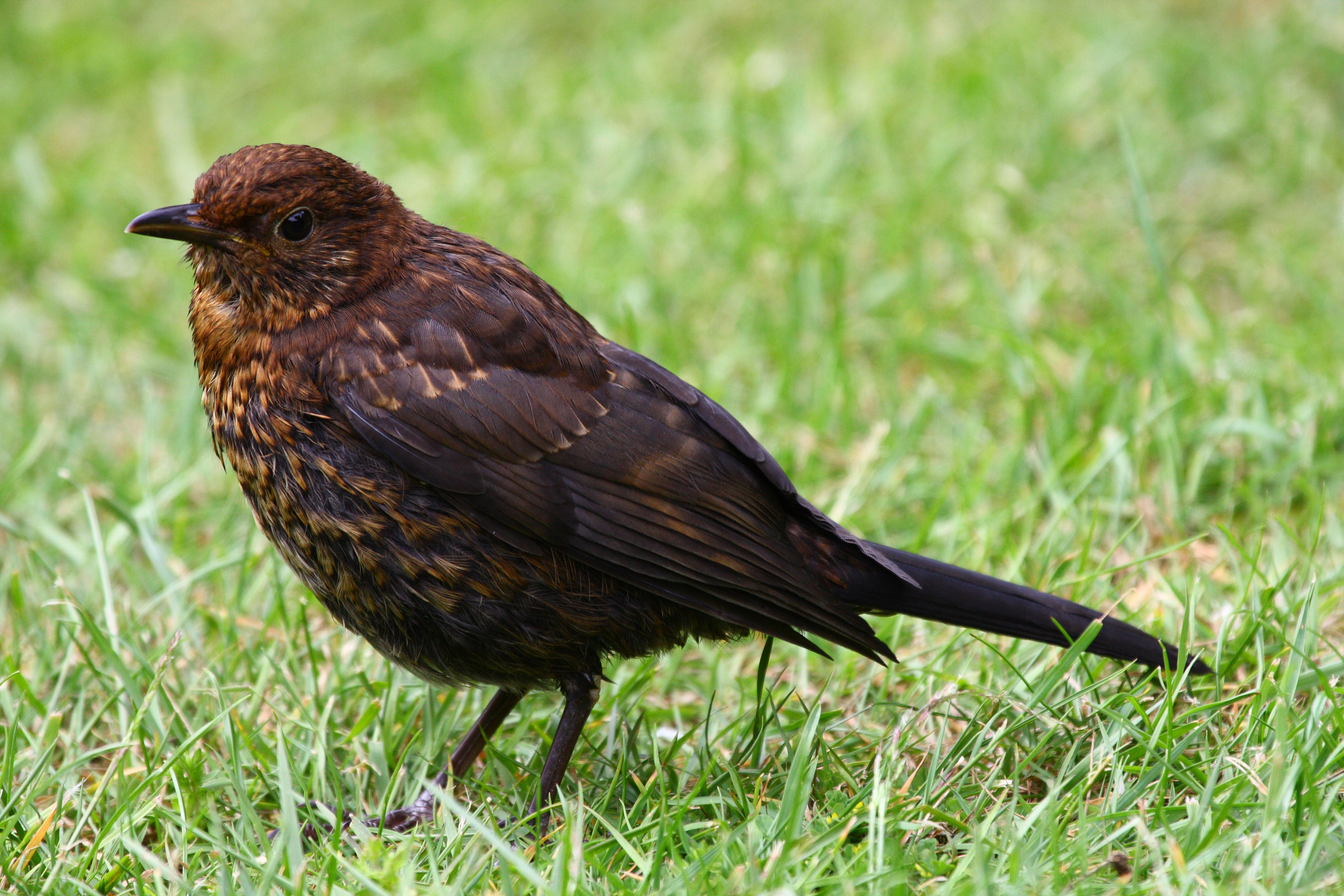
Молодой самец номинативного подвида
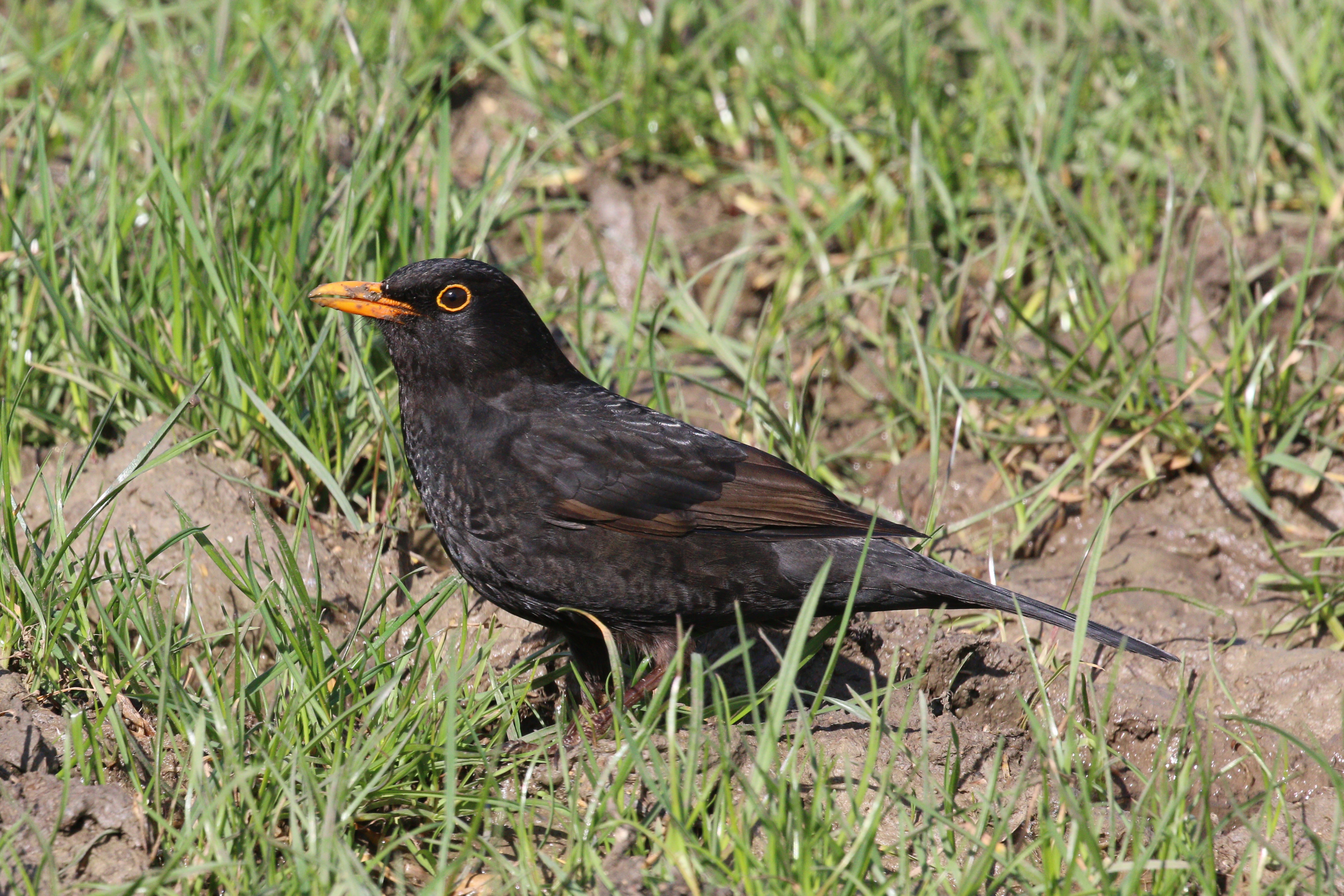
Годовалый самец
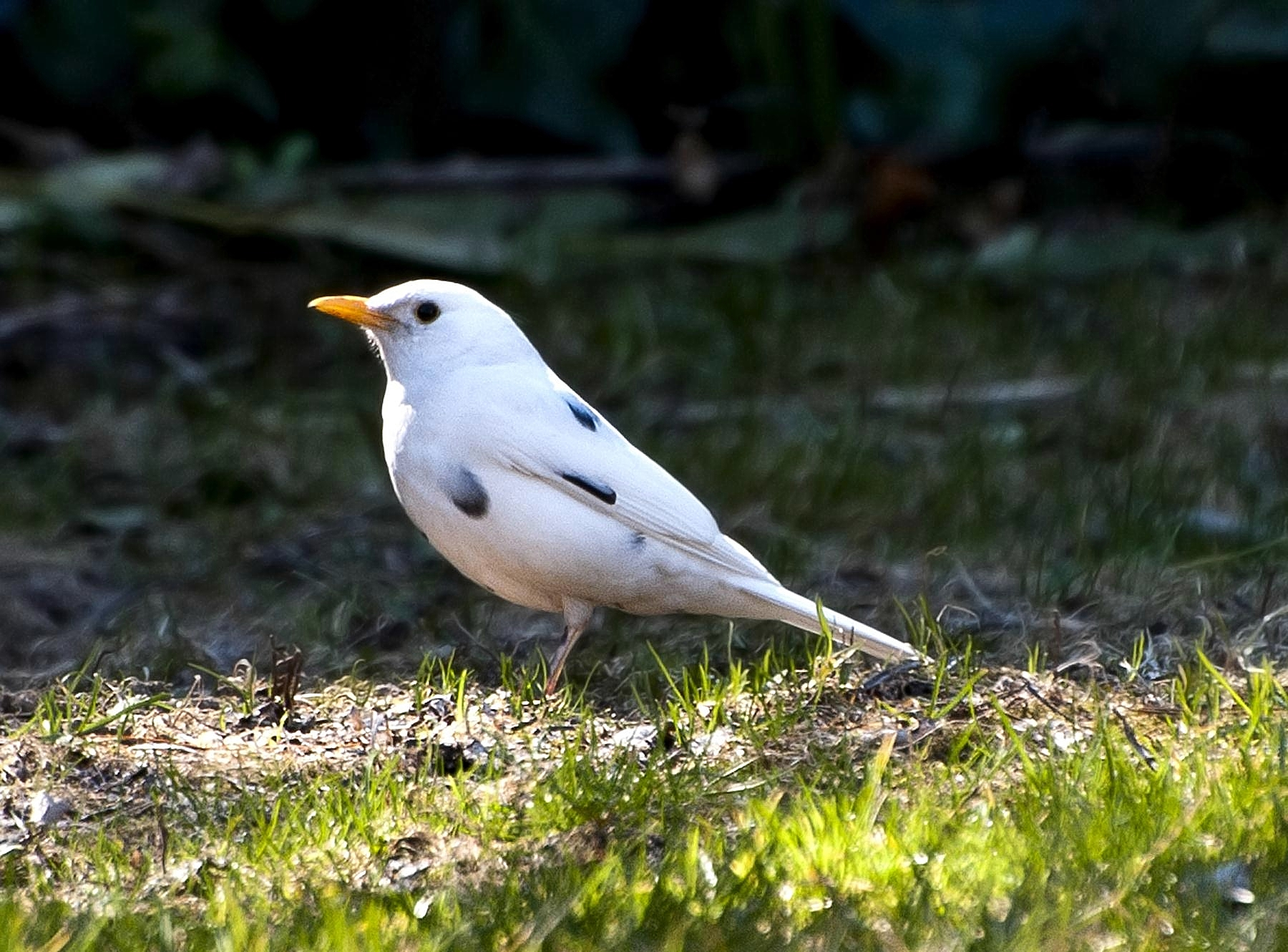
Дрозд с лейкизмом

## Распространение
Чёрный дрозд распространён в умеренном поясе Евразии, в Северной Африке, на Канарских островах.
Интродуцирован в Австралии и Новой Зеландии.
Обитает на большей части Европы, а также в широкой полосе Азии от Средиземноморья до Китая. В Европе распространён на Британских островах, включая Гебридские, Шетландские и Оркнейские острова. Северная граница ареала в целом проходит примерно по 70° с. ш. в Скандинавии (по территории Норвегии вплоть до 63° с. ш., в Финляндии до 61,5 с. ш.) и по 60° с. ш. восточнее в России. К югу в Европе повсеместно обитает до берегов Средиземного моря и встречается также на его островах. В Азии обитает в Малой Азии, Палестине, Сирии, Иране. Западная часть азиатского ареала включает Малую Азию и восточное побережье Средиземного моря. Северная граница азиатской части ареала проходит от Крыма через Кубинскую равнину, Ставрополь и Северный Кавказ к южному побережью Каспийского моря. Южная граница азиатской части ареала проходит к востоку от Средиземного моря примерно на 34-й параллели. Далее на восток идут отдельные разрозненные участки ареала в горах Загрос, Эльбурс и Копет-даг, а ещё дальше на восток в Алае, Тянь-Шане и Гиндукуше. В Африке известен в Марокко, Алжире и Тунисе, а также на Азорских, Канарских островах и на Мадейре.
На Крымском полуострове населяет весь Горный Крым, а также облесенные участки равнинного Крыма и Керченский полуостров. Особенно многочисленный на Южном берегу Крыма. На пролёте на полуострове появляются птицы, гнездящиеся севернее. Многочисленным во время миграции в равнинной части полуострова.
Чёрный дрозд является активно расселяющимся видом. Так ещё в середине XX века восточная граница ареала номинативного подвида достигала Уральского хребта, а T. m. intermedius на территории Казахстана — восточной части Джунгарского Алатау, где отмечались редкие залёты по долине Иртыша. Начиная же уже с 1950-х годов началось активное расселение вида в северном и восточном направлениях.
Известны случаи залёта вида в Гренландию, Исландию, на Ян-Майен, Шпицберген, остров Медвежий, под Архангельск, посёлок Варандей на берегу Печорского моря. В Северной Америке это обычно птицы, сбежавшие из неволи (как например известный случай в Квебеке в 1971 году). Тем не менее, птица, встреченная в 1994 году в Бонависте (Ньюфаундленд), была признана дикой, и поэтому вид включён в список птиц Северной Америки.

### Синурбанизация
В начале XIX века чёрные дрозды стали проникать в населенные пункты в Западной и Центральной Европе. Произошло это независимо друг от друга в нескольких регионах, из которых птицы затем заселяли и другие города. Чёрные дрозды заселили города в первую очередь в районах, где длительное время сохранялся высокий уровень урбанизации и высокая численность лесных популяций этого вида птиц. Первоначально птицы только зимовали в урбанизированных районах. Охота, которая всё ещё имеет место, например, на юге Франции, является сдерживающим фактором для синурбанизации. Одним из факторов, стимулирующим заселение птицами антропогенных мест обитания, является более мягкий микроклимат в городах. Кроме того, искусственное освещение позволяет продлить период гнездования, а источники пищи доступны круглый год. Изменения, происходящие в городской среде — создание парков, посадка кустарников и повсеместная подкормка птиц зимой, также стали факторами появления оседлых популяций чёрных дроздов в городах. У городских дроздов проявляются черты генетической адаптации к окружающей среде, такие как меньшая секреция кортикостерона при стрессе и более малоподвижный образ жизни с меньшей склонностью к миграции.
В баварском городе Бамберге и близлежащем Эрлангене городские чёрные дрозды были зарегистрированы ещё в 1820 году. В свою очередь, первое упоминание о постоянном присутствии дроздов в городе относится к 1828 году и касается Рима. Около 1890 года они поселились в крупных городах Нижней Силезии. В Лондоне они поселились в больших парках только в 1930-е годы.

### Интродукция
Вид был интродуцирован в Австралии и Новой Зеландии. Первые чёрные дрозды на австралийском континенте были привезены в Мельбурн в 1857 году. Возможно, в то время некоторые из них оказались на свободе. В последующие годы, вплоть до XX века, было зарегистрировано множество случаев выпусков этих птиц в природу. Можно ожидать, что также имело место множество незадокументированных выпусков от частных лиц. Основной ареал в Австралии находится в юго-восточной части континента, южнее 33-й и 34-й параллели. Чёрные дрозды расселяются дальше на север Австралии. Южнее они также встречаются в Тасмании и на островах Бассова пролива. Чёрные дрозды считаются вредителями во многих частях Австралии, наносящими ущерб фруктовым плантациям, садам и виноградникам и часто уничтожаются владельцами плантаций.
В 1860-х годах чёрные дрозды были завезены в Новую Зеландию. Многочисленные птицы были выпущены на Северном и Южном островах. В настоящее время они населяют, кроме всей площади обоих основных островов, ещё и близлежащие островки.
Известно о безуспешных попытках интродукции дроздов в Северной Америке, Южной Африке и на островах Святой Елены и Фиджи.

## Систематика

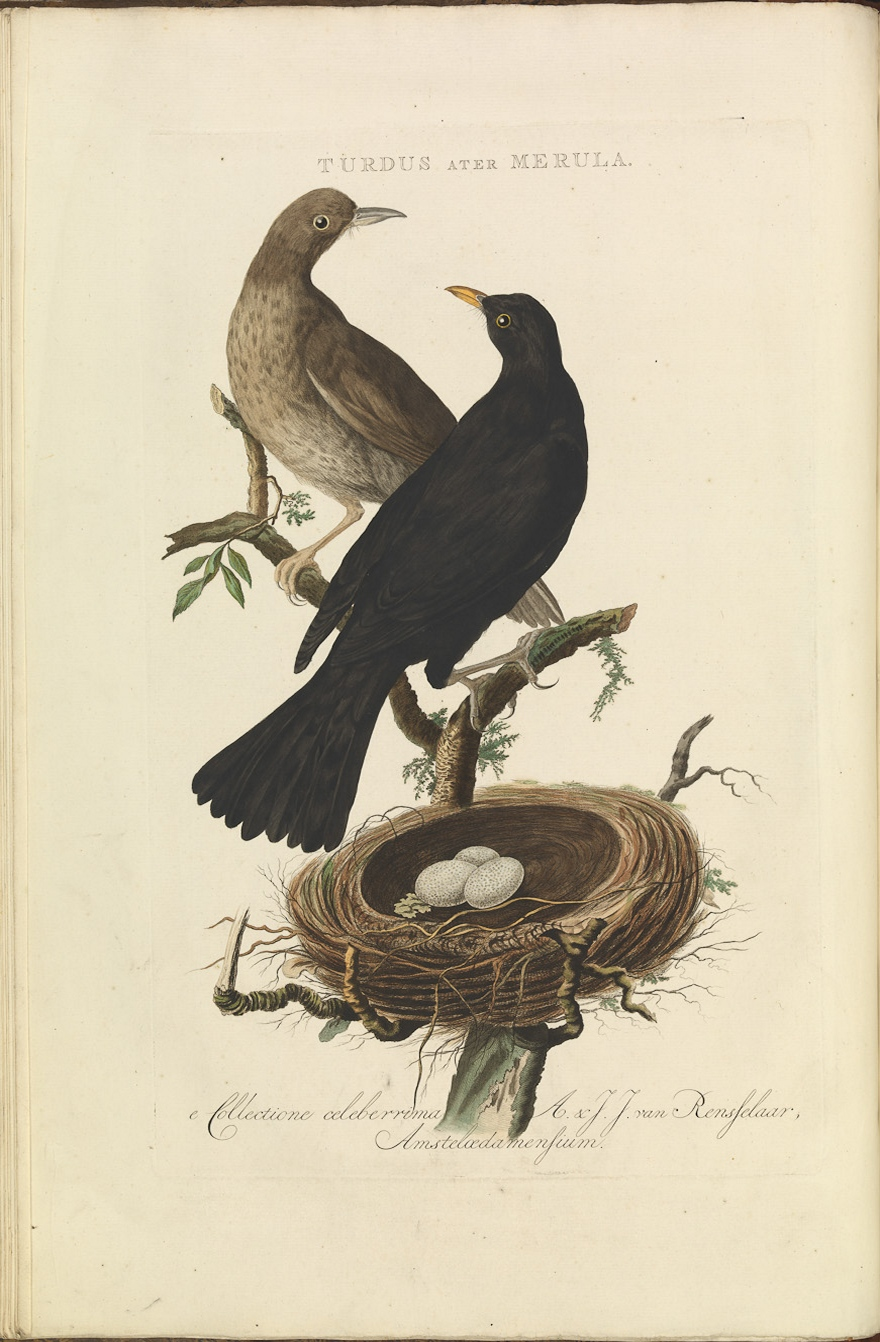
Изображение чёрного дрозда в книге Nederlandsche Vogelen (1770)

Чёрный дрозд был описан Карлом Линнеем в его «Системе природы» в 1758 году под современным названием Turdus merula (описание было таким: T. ater, rostro palpebrisque fulvis, с лат. — «дрозд чёрный, с клювом и веками жёлтыми»).
Род Turdus согласно классификации Международного союза орнитологов включает в себя 87 видов дроздов размером от среднего до крупного, для которых характерны округлая голова, удлинённые заострённые крылья и, как правило, мелодичная песня. Первые представители рода Turdus происходят из Восточной Палеарктики позднего миоцена (23-16 млн лет назад). В раннем плиоцене род Turdus распространился в Африку, а оттуда на остальные континенты, подвергаясь адаптивной радиации. Чёрный дрозд, вероятно, обособился как вид в среднем плиоцене (около 4 млн лет назад). В отличие от двух других европейских видов дроздов — певчего дрозда и дерябы, которые обособились как виды уже после того, как их предки проникли из Африки на север, чёрный дрозд произошёл от африканских предков на Канарских островах и оттуда расселился по Европе. Вопрос о том, какие дрозды из рода Turdus наиболее близки к чёрному, является дискуссионным. По Клементу, чёрный дрозд эволюционно наиболее близок к горному дрозду (Turdus poliocephalus), обитающему в Юго-Восточной Азии и на островах юго-западной части Тихого океана. Согласно Фелькеру, чёрные дрозды принадлежат к евразийской кладе в составе рода Turdus и считаются базальной кладой этой группы, хотя чёткого подтверждения генетическими исследованиями нет. Согласно исследованиям Нюландера, чёрный дрозд вместе с обитающим в Евразии дроздом-белобровиком (Turdus iliacus) должны быть включены в одну кладу с южноамериканской группой дроздов.
В начале XXI века из вида чёрный дрозд было выделено три новых самостоятельных вида:
- Turdus maximus. Ранее классифицировался как подвид T. merula maximus[31]. Распространён от западного Пакистана и Индии до Бутана,Непала и юго-восточных районов Тибета. Отличается окраской оперения и манерой пения[32]
- Turdus simillimus. Распространён в Индии, Непале и Шри-Ланке[29][33].
- Turdus mandarinus. Распространён на большей части южного, центрального и восточного Китая, а также от восточной Сычуани до Гуйчжоу[34].

Кариотип чёрного дрозда состоит из 40 пар хромосом (включая половые хромосомы, что составляет 2n = 80). Длина хромосом колеблется от 4,2 мкм до 0,4 мкм. Половая хромосома Z является метацентрической и имеет размеры 2,6 мкм, тогда как W-хромосома является телоцентрической и имеет длину 1,4 мкм (система определения пола ZW).

### Подвиды
В связи с широким распространением у чёрного дрозда выделяют несколько подвидов. В этой статье они приводятся согласно классификации Международного союза орнитологов.
| Подвиды                                                       | Подвиды | Подвиды |
| ------------------------------------------------------------- | --- | ------- |
| Т. m. merula Linnaeus, 1758 Европейский чёрный дрозд          | Номинативный подвид, гнездится на большей части Европы от Исландии, Фарер и Британских островов на восток до Урала и на север до приблизительно 70 градуса широты, где он достаточно редок. Небольшая часть птиц размножается в долине Нила. Птицы с северной части ареала зимуют в Европе и Средиземноморье, включая Кипр и Северную Африку. К этому же подвиду относятся птицы, интродуцированные в Австралии и Новой Зеландии. Пока не обнаружено признаков, четко отличающих их от европейских популяций дроздов. Например, вокализация самцов из новозеландских и европейских популяций имеет одинаковую структуру и элементы. В пределах большого ареала этого подвида имеются различия во внешнем виде некоторых локальных популяций птиц. Они стали основой для предложения по выделению дальнейших подвидов — например, ticehursti для более тёмно окрашенных популяций из Шотландии и Ирландии. Однако эти предложения не были приняты. |         |
| Т. m. aterrimus (Madarász, 1903)                              | Гнездится на территории Балканского полуострова, в Венгрии, южной и юго-восточной Греции, Словении, южной Румынии, Крыму, на Крите, в северной Турции и северном Иране. Зимует на юге Турции, северном Египте, Ираке и южном Иране. Птицы этого подвида несколько меньше чем номинативного, оперение самцов более тусклое, а самок более светлое на нижней стороне тела. |         |
| Т. m. azorensis Hartert, 1905                                 | Представители подвида — эндемики Азорских островов, где они и гнездится. Оперение самца более тёмное и блестящее, чем у номинативного подвида. |         |
| Т. m. cabrerae Hartert, 1901                                  | Подвид, названный в честь испанского зоолога Анхеля Кабреры. Птицы похожи на подвид Т. m. azorensis. Длина крыла заметно короче, чем у номинативного подвида, хвост немного короче, клюв сильнее, чёрный тон в окраске оперения глубокий с блеском. Гнездится на Мадейре и западных Канарских островах. |         |
| Т. m. intermedius (Richmond, 1896) Туркестанский чёрный дрозд | Азиатский подвид, гнездящийся от центральной России до Таджикистана, в южном и северо-восточном Афганистане, и в восточном Китае. Гнездящаяся, частично перелётная, частично оседлая птица. Птицы живущие в горах зимой мигрируют в долины южного Афганистана и южный Ирак. В местах обитания — обычная птица. Крупнее номинативного подвида, самец сажисто-чёрный, самка тёмно-коричневая. Длина крыла самцов 13—14,3 см, самок 12,7—14 см. Длина клюва 21—24 мм. Также этот подвид отличается анатомически и вокализацией (хвост относительно длиннее, а клюв сильнее); возможно, это самостоятельный вид. Также существует гипотеза, что его следует рассматривать как подвид другого вида Turdus maximus, отличающийся от него деталями анатомии, голосом и внешним видом кольца вокруг глаза. |         |
| Т. m. mauritanicus Hartert, 1902                              | Более мелкий подвид. Оперение самцов насыщенно-чёрное и блестящее. Оперение самцов насыщенно-чёрное и блестящее. Клюв немного сильнее развит, чем у номинативного подвида. От канарского подвида отличается более длинным хвостом, более длинным и сильным клювом. Гнездится в Северной Африке — в центральном и северном Марокко, на побережье Алжира и в северном Тунисе. |         |
| Т. m. syriacus Hemprich & Ehrenberg, 1833                     | Подвид обитает и гнездится на средиземноморском побережье Турции, Иордании, Израиля и на севере Синайского полуострова. Встречается на севере Ирака и юге Ирана. Птицы большей частью оседлы, но некоторые зимой откочёвывают на юг или юго-запад — в долину Иордана или дельту Нила. Оперение обоих полов более серого оттенка чем у номинативного подвида. Клюв более длинный и сильный, чем у номинативного подвида. Для чёрных дроздов с южных островов Греции было предложено выделить подвид T. m. insularum, но их трудно отличить от T. m. syriacus и поэтому их обычно включают в состав данного подвида. |         |

### Похожие виды
В Европе чёрного дрозда можно спутать с первогодком белозобого дрозда (Turdus torquatus) или, при беглом взгляде, со скворцом (Sturnus vulgaris). Несколько внешне похожих видов рода Turdus отличаются от чёрного дрозда ареалом, например южноамериканский Turdus chiguanco. Индийский Turdus simillimus, тибетский Turdus simillimus и китайский Turdus mandarinus ранее рассматривались в ранге подвидов чёрного дрозда.

## Поведение и экология
Самец чёрного дрозда защищает свою гнездовую территорию, прогоняя других самцов своего вида силой или при помощи угрожающей демонстрации. Последняя состоит из короткой пробежки, во время которой дрозд сначала задирает голову вверх, а потом кивает вниз, одновременно опуская хвост. Драки самцов, если и случаются, то продолжаются недолго и нарушитель скоро изгоняется прочь. Самки чёрного дрозда весной тоже агрессивны. Драки между ними происходят реже, но бывают более жестокими.
Важным сигналом для территориального поведения чёрных дроздов является цвет клюва. В экспериментах показано, что самец, защищающий территорию, наиболее агрессивно реагирует на оранжевый клюв, меньше на жёлтый, и слабее всего на коричневый, характерный для самцов первого года жизни. Самки же более-менее индифферентны к цвету клюва, а реагируют на его блеск.
Если зимой достаточно еды, то и самцы и самки остаются на своей гнездовой территории круглый год, хотя и занимают разные местообитания.
Те же птицы, которые улетают на юг, собираются в небольшие стайки; кормятся на зимовке они также небольшими группами. Полёт их во время миграции состоит из серий быстрых ударов крыльями, чередующихся с горизонтальным или снижающимся планированием, и отличается от их обычного быстрого и вертлявого полёта.

### Размножение
Токующий самец чёрного дрозда совершает возле самки косые пробежки, сопровождающиеся кивками головой, открыванием клюва и низкой, как бы «сдавленной» песней. Всё это время самка остаётся неподвижной, пока наконец не поднимет голову и хвост, разрешая копуляцию. Чёрные дрозды моногамны, и пары как правило образуются на всю жизнь. С другой стороны, отмечено что до 20 % пар расстаются после неудачи в размножении. Хотя дрозды и моногамны, в некоторых исследованиях было обнаружено, что довольно часто (до 17 % случаев) биологическим отцом птенцов оказывается другой самец.
Номинативный подвид может приступать к размножению уже в марте, восточные подвиды в апреле или даже позже, а новозеландские популяции дроздов — в августе (то есть в конце зимы).
Гнёзда располагаются преимущественно невысоко над землёй (до нескольких метров): в развилках стволов либо толстых ветвей, на молодых елях, среди корней упавших деревьев, в кустарниках, кучах хвороста, на сломанных стволах деревьев, в полудуплах. Чёрные дрозды иногда могут располагать свои гнёзда на земле, но такие случаи очень редки. В городах птицы ищут подходящее место для гнезда обычно в зарослях кустарников или вьющихся растений, предпочитая вечнозелёные или колючие виды, такие как плющ, падуб, боярышник, жимолость или пираканта. Иногда птицы гнездятся в сараях или на карнизах зданий.
Чашеобразное гнездо сделано из травы, листьев и прочих растительных материалов, скреплённых грязью с травянистой выстилкой. В наружной отделке гнезда часто используются древесные листья. В городских местообитаниях в гнёздах чёрных дроздов отмечены искусственные не природные компоненты, как то: вата, различные синтетические волокна, пеньковая и синтетическая веревка, леска, хлопчатобумажные нитки и тесьма, новогодняя ёлочная мишура, магнитофонная лента, пенопласт, кусочки полиэтиленовых пакетов и целлофана. Антропогенные материалы могут замещать собой природные со сходными теплофизическими свойствами либо же использоваться птицей в гнезде произвольно.
Гнездо строит только самка. После этого она откладывает от трёх до пяти (обычно четыре) голубовато-зелёных яиц с красно-коричневыми пятнышками, которые сгущаются к широкому концу; яйца номинативного подвида в среднем имеют размер 29×21 мм и весят 7,2 г, из которых 6 % приходится на скорлупу. Яйца индийского подвида более бледные, чем у остальных.
Самка насиживает яйца 12-14 дней. Птенцы вылупляются голыми и слепыми. Они остаются в гнезде 10-19 (в среднем 13,6) дней, при этом ухаживают за ними (кормят и удаляют помёт) оба родителя. По сравнению с другими видами дроздов, гнёзда довольно плохо замаскированы, и многие из них разоряют хищники. Вылетевшие из гнезда птенцы остаются с родителями и просят у них еду ещё до трёх недель. Когда самка делает новую кладку, что бывает достаточно часто, птенцов из предыдущей докармливает самец. Если в первый раз птенцы вывелись успешно, самка делает вторую кладку в том же гнезде. В южных частях ареала может быть и третья кладка.
Средняя продолжительность жизни чёрного дрозда составляет 2,4 года, максимальная зафиксированная по данным кольцевания — 21 год и 10 месяцев.

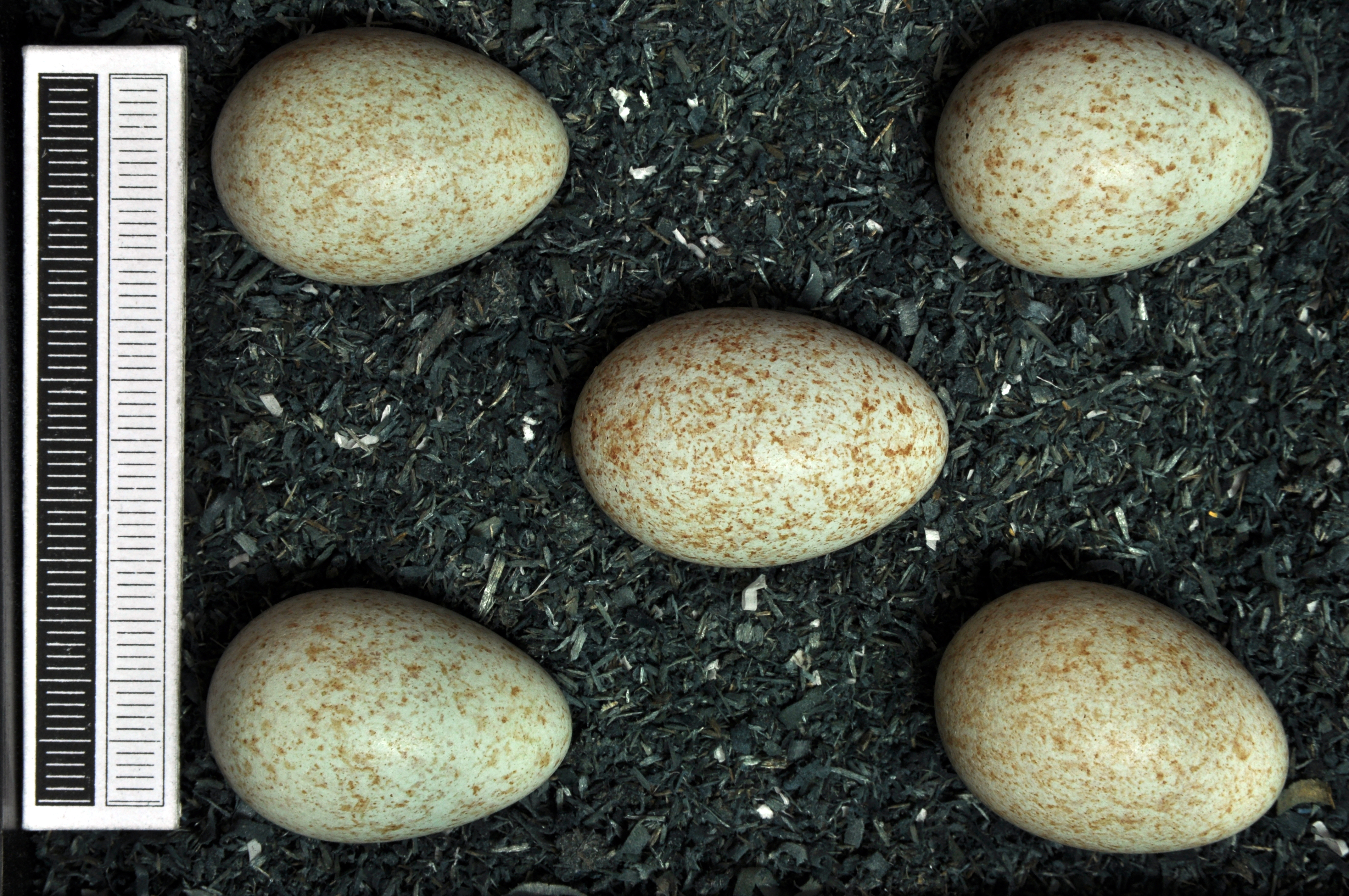
Яйца из коллекции Музея Висбадена
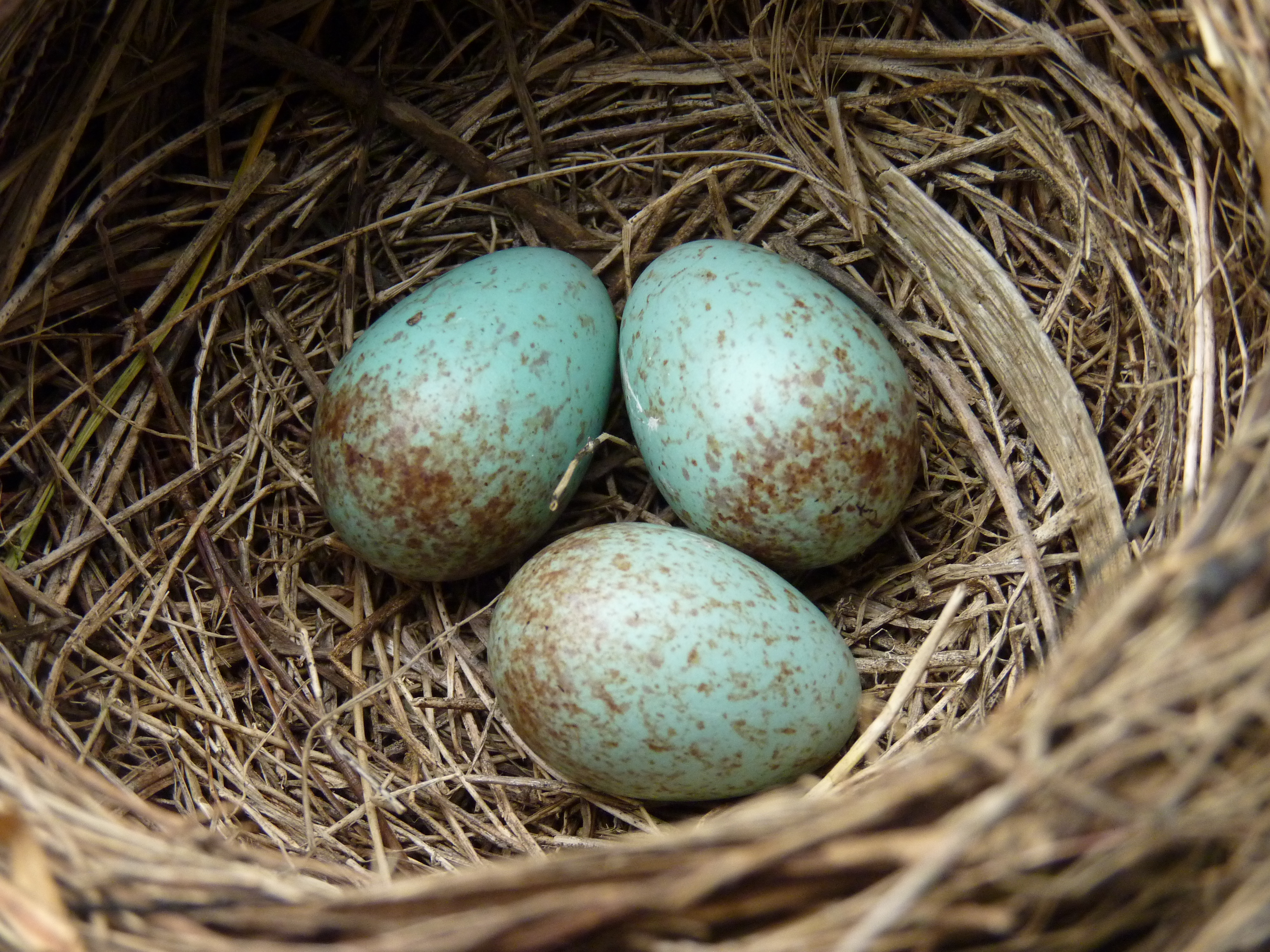
Гнездо с яйцами
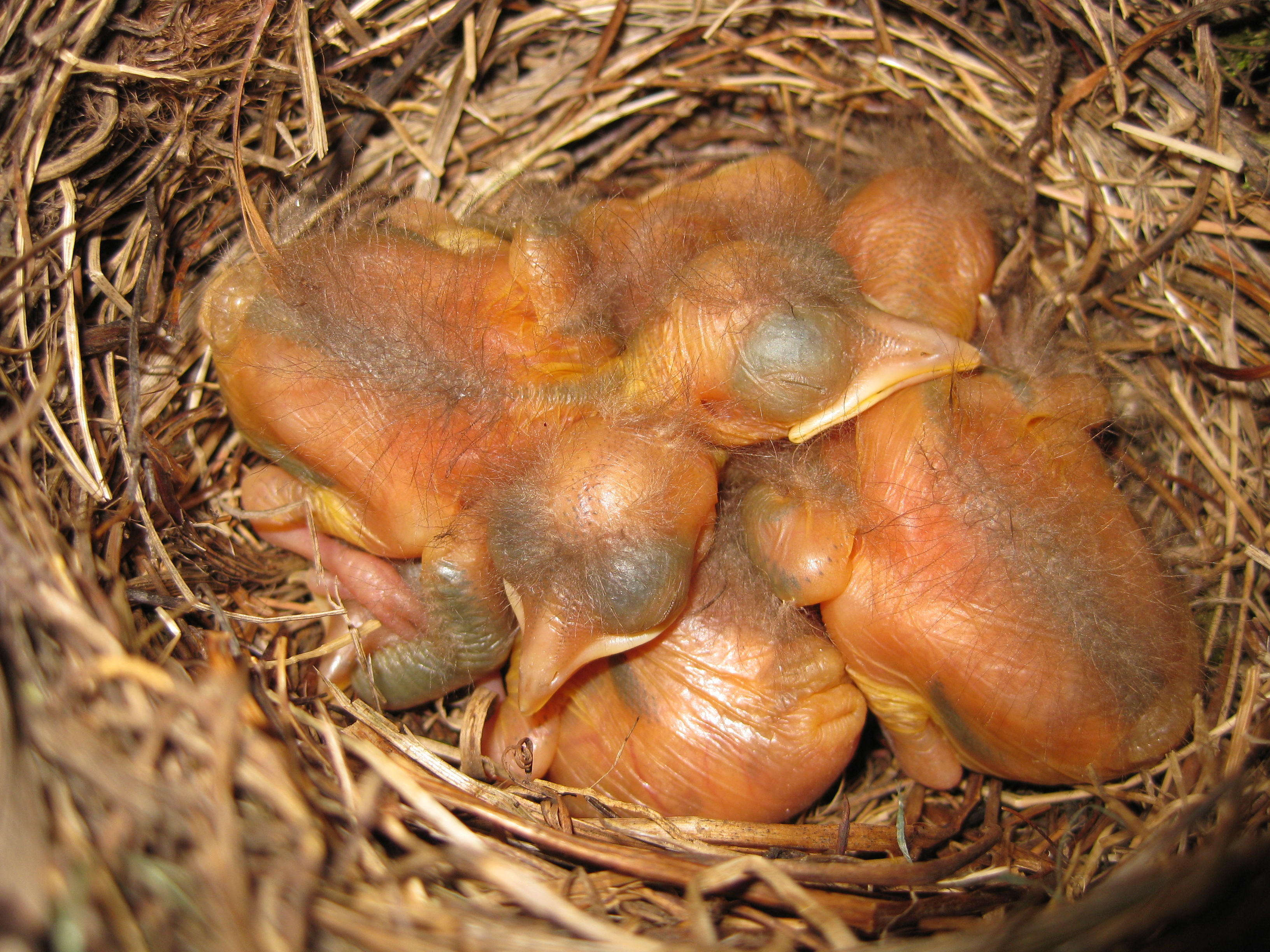
Двухдневные птенцы
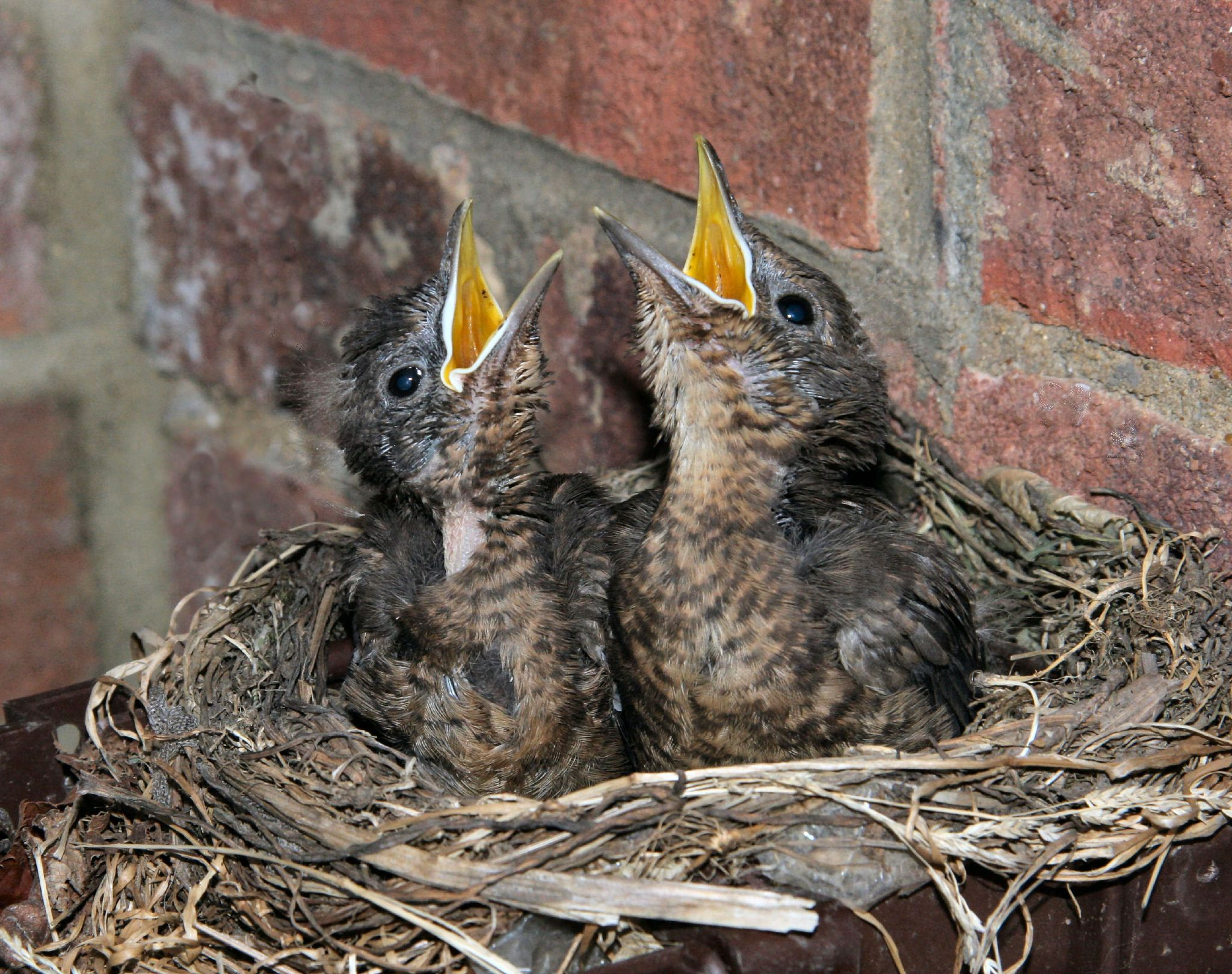
Птенцы
- Самец кормит птенцов в гнезде
- Дрозд кормит слётков

### Вокализация
| Песня 1        |
| Песня 2        |
| Сигнал тревоги |

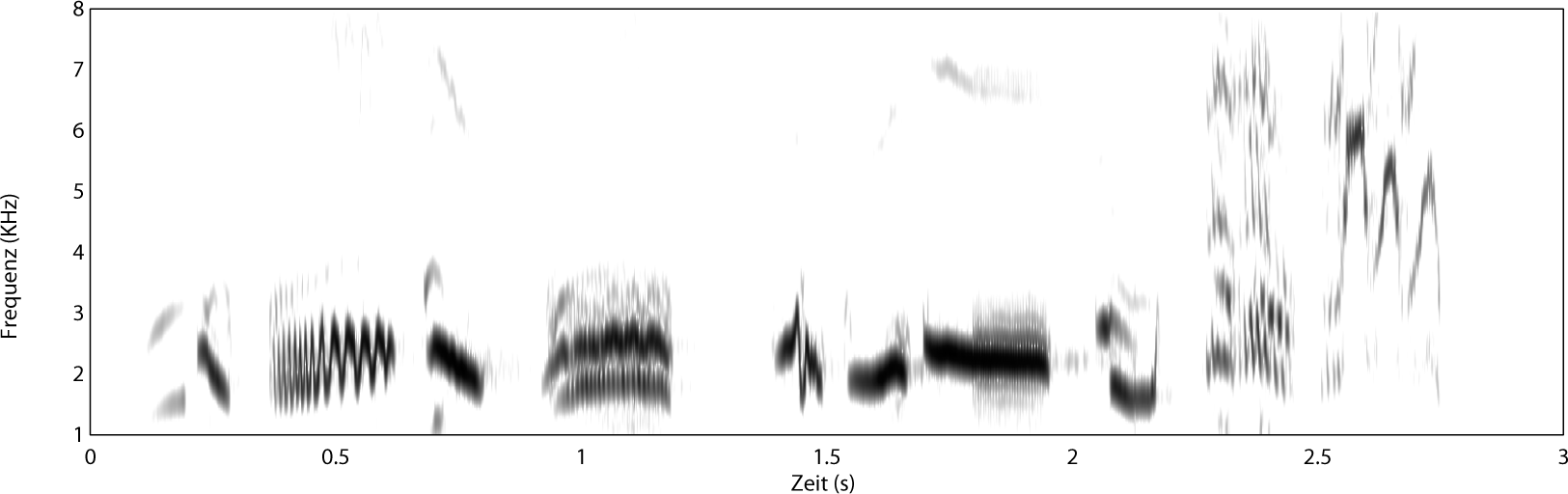
Сонограмма брачной песни. Длится около 2,2 и прибавление около 0,6 секунды

Песня крайне звучная и красивая, представляет собой изменчивую мелодичную низкую флейтовую трель, состоящую из чётких разнообразных флейтовых свистов. Одна строфа этой песни обычно длится чуть более двух секунд. Паузы между строфами составляют около трёх секунд. Во время вечерней песни паузы несколько длиннее. Звучание песни неторопливое, флегматичное, без определённой длительности. Она очень музыкальна и относится к числу красивейших птичьих песен; некоторые даже считают чёрного дрозда лучшим певцом, чем соловей. В отличие от певчего дрозда одни и те же слоги не повторяются по несколько раз подряд. В отличие от дерябы паузы в песни чёрного дрозда неровные, а многие фразы звучат слитно, вокализация степеннее, звучнее, ниже тоном, в минорных тонах.
В своём естественном ареале в Северном полушарии, самец чёрного дрозда первого года жизни может начать петь при хорошей погоде уже в январе. Старые самцы начинают петь в конце марта. Чёрные дрозды поют с марта по июнь, иногда и в начале июля.
Наиболее активно чёрные дрозды поют на рассвете, обычно сидя на вершине или в кроне дерева, в городских условиях — на крыше или другом возвышенном месте. Длительность утреннего пения составляет от 20 до 30 минут.
Кроме песни, у дроздов есть много других звуковых сигналов. Наиболее обычными являются позывки «чак-чак». Сигнал тревоги — тоже «чак-чак», различные трески: «трк-трк…», «тре-тре», «че-че-че…», а также высокое «циканье», кудахтанье, щебет, верещание. Как и у других воробьинообразных, сигнал тревоги чёрного дрозда при появлении хищных птиц — высокое сиии, поскольку такой звук быстро затухает среди растительности, и хищнику поэтому трудно обнаружить его источник. Самец, занявший территорию, вечером неизменно издаёт сигнал чинк-чинк с тем, чтобы помешать (обычно безуспешно) другим дроздам расположиться на ночлег на его территории.
Чёрный дрозд обладает способностью к имитации, но наблюдать это можно очень редко. Известен случай, когда дрозд изображал сирену скорой помощи и звонок мобильного телефона.

### Питание

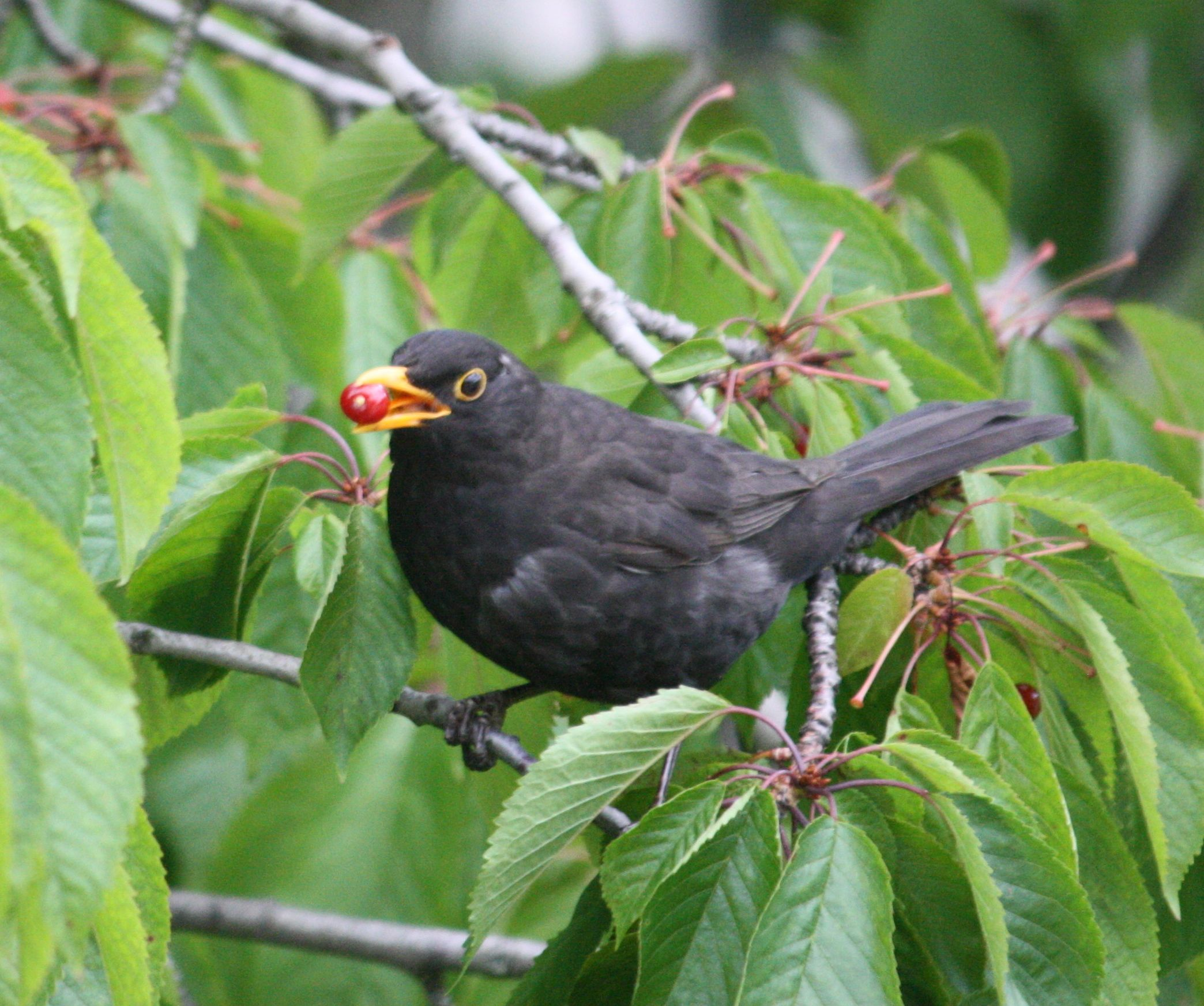
Взрослый самец, поедающий ягоды в Лозанне, Швейцария

Чёрный дрозд всеядный, в питании присутствуют как животные, так и растительные корма.
Весной и летом в рационе преобладают разнообразные насекомые и другие членистоногие, а также земляные черви. Осенью и зимой предпочтения отдаются различным сочным плодам и ягодам. Также важной составляющей рациона являются моллюски. Кормится в основном на земле, время от времени делая быстрые перебежки с места на место. Дрозды извлекают из земли червяков, находя их обычно при помощи зрения (но иногда и слуха), и роются в подстилке в поисках других беспозвоночных. Мелкие амфибии, ящерицы и редко млекопитающие также иногда становятся добычей дрозда. Чёрные дрозды также обследуют кусты в поисках ягод или же гусениц и других насекомых. Животная пища доминирует в рационе, причём особенно важна она в сезон размножения, в то время как поздним летом и осенью существенную часть рациона составляют плоды и семена растений. Дрозды используют в пищу те плоды, которые им доступны, не исключая и экзотические фрукты в садах.

### Враги

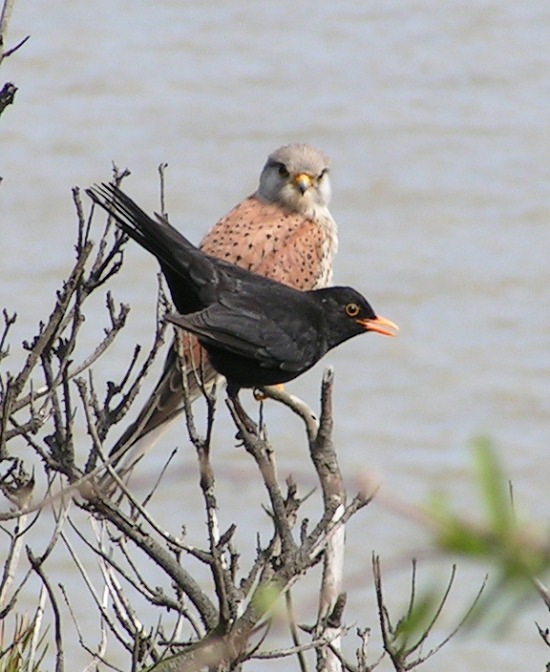
Самец пытается отвлечь пустельгу от гнезда

Вблизи человеческого жилья главным врагом чёрного дрозда являются домашние кошки, причём наибольшую опасность они представляют для молодых птиц. Лисицы и хищные птицы, такие как ястреб-перепелятник и другие ястребиные, также охотятся на чёрных дроздов при возможности. С другой стороны, охота на взрослых дроздов или птенцов и разорение их гнёзд врановыми, таким как сорока или сойка, не влияют сколько-нибудь значительно на численность популяции.
В отдельных случаях чёрный дрозд становится хозяином гнездовых паразитов — кукушек, таких как Cuculus canorus, но это случается очень редко, так как дрозды распознают взрослых кукушек и их яйца. По данным исследования, проведённого в Великобритании, лишь три гнезда из 59770 изученных (0,005 %) содержали яйца кукушек. Дрозды, интродуцированные в Новой Зеландии, где кукушки не водятся, за 130 лет утратили способность узнавать взрослых кукушек, но по-прежнему отвергают их яйца.
Как и другие воробьинообразные, чёрные дрозды часто бывают заражены разнообразными внутренними паразитами. Кишечные паразиты присутствуют у 88 % дроздов, чаще всего это виды Isospora и Capillaria, и более 80 % заражены споровиками (Leucocytozoon, Plasmodium, Haemoproteus и Trypanosoma).
Поскольку чёрные дрозды проводят много времени на земле в поисках пищи, они становятся удобной мишенью для клещей, которые чаще всего присасываются к голове птицы. Во Франции около 74 % чёрных дроздов, живущих в сельской местности, оказались заражены клещами рода Ixodes, в то время как для городских птиц эта цифра составила лишь 2 %. Это объясняется отчасти тем, что в условиях города клещам труднее найти промежуточного хозяина, а также тем, что численность клещей выше в сельской местности, где обитают лисы, олени, кабаны и другие их хозяева. Хотя известно, что иксодовые клещи могут переносить патогенные вирусы и бактерии, и в частности, могут заражать птиц боррелиями Borrelia, нет доказательств, что они как-либо снижают приспособленность дроздов, за исключением истощения после миграции.
Чёрный дрозд принадлежит к видам, которым присущ односторонний медленный сон. В то время как одно полушарие мозга находится в состоянии сна, другое показывает ЭЭГ, характерную для бодрствования. Благодаря этому птицы могут отдыхать во время долгого перелёта или в местах, где много хищников, сохраняя при этом определённую бдительность.

## Охранный статус
Чёрный дрозд имеет широкий ареал, площадь которого оценивается в 10 млн км², и высокую численность (от 79 до 160 млн особей только в Европе). Также, популяция не попадает под критерии снижения численности Красной Книги МСОП (то есть, снижение численности более чем на 30 % за десять лет или три поколения), и поэтому виду присвоен охранный статус «вызывающие наименьшие опасения». В целом в западной Палеарктике численность чёрных дроздов стабильна или даже возрастает, но случались локальные спады, особенно на обрабатываемых землях, что может быть связано с уничтожением лесополос, в которых дрозды гнездятся или с осушением влажных лугов и использованием пестицидов, в результате чего снижается численность беспозвоночных, которыми дрозды питаются.
Чёрный дрозд был завезён в Австралию торговцами птицами, посетившим Мельбурн в начале 1857 года, и с течением времени расширил свой ареал от Мельбурна и Аделаиды на всю юго-восточную Австралию, включая Тасманию и острова Бассова пролива. В Австралии чёрных дроздов считают вредителями, поскольку они повреждают разнообразные фрукты в садах, включая виноград, вишни и другие костянковые. Полагают, что дрозды также способствует распространению сорных растений, таких как ежевика, и могут конкурировать с аборигенными видами птиц за пищу и место для гнезда.
Чёрный дрозд, наряду с аборигенным Zosterops lateralis — наиболее широко распространённая птица—переносчик семян в Новой Зеландии. Завезённый туда вместе с певчим дроздом Turdus philomelos в 1862 году, он распространился по всей стране вплоть до высоты 1500 м над уровнем моря, а также на прилегающих островах, таких как Кэмпбелл и Кермадек. Он поедает множество местных и завезённых фруктов, и способствует развитию сообществ завезённых древовидных сорных растений. При этом плоды таких растений более пригодны для местных неэндемичных или завезённых видов птиц, чем для эндемиков.

## В культуре

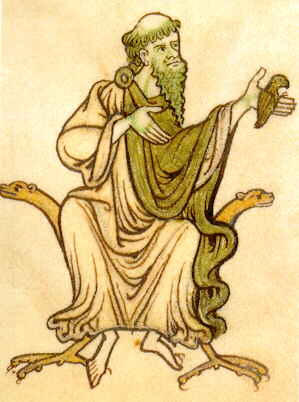
Святой Кевин с чёрным дроздом

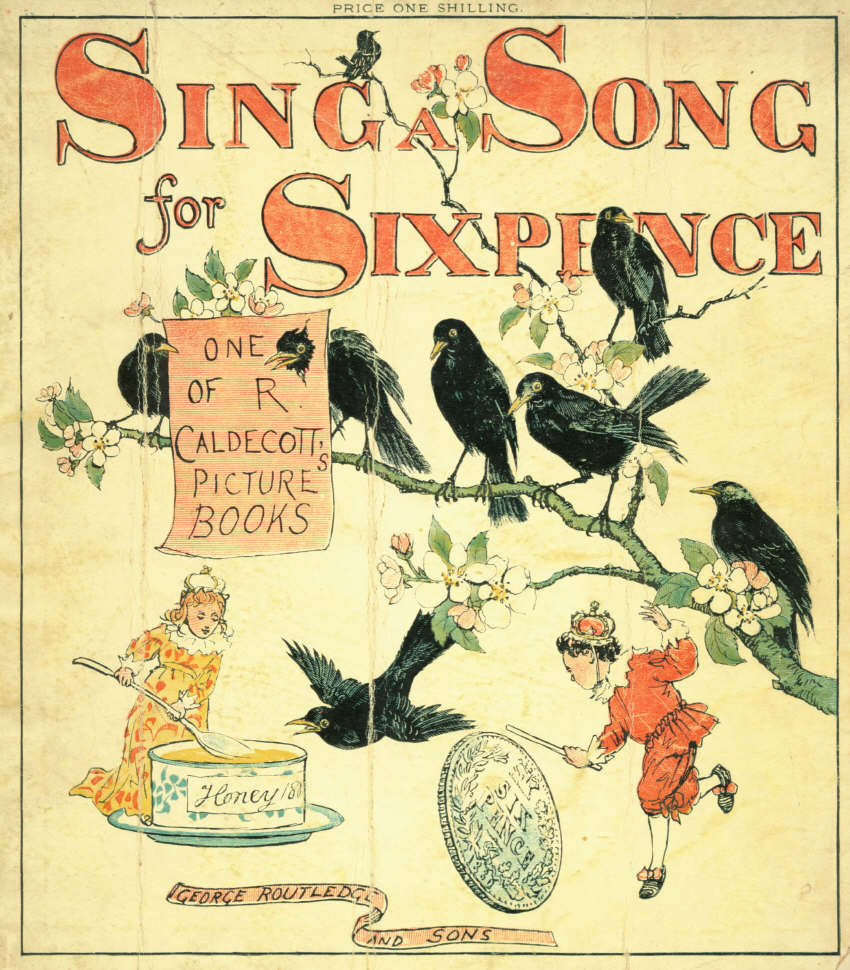
Sing a Song of Sixpence, иллюстрация 1880 года

Чёрный дрозд считался священной (хотя и приносящей несчастье) птицей в фольклоре Древней Греции; говорили, что он умирает, если съест гранат (плод).
Из-за тёмной монохромной окраски, ассоциирующейся с трауром и одинокой жизнью в лесу, чёрные дрозды часто соотносились в христианской символике с благочестивыми отшельниками. Примером может служить легенда о святом Кевине, в сложенных в молитве руках которого свил гнездо чёрный дрозд. Благодаря продолжительности молитвы отшельника дрозд смог вырастить своих птенцов в этом гнезде.
Суеверия издавна приписывали чёрным дроздам магическую силу. Тем более после синурбанизации этих птиц. Например, считалось, что молния не бьет в дом, где поселился чёрный дрозд. Если в доме на нитке повесить перо из правого крыла дрозда, то жители не будут спать. Если сердце дрозда положить под подушку спящего, то ему впоследствии придётся правдиво отвечать на вопросы. В северной Италии последние три дня января, обычно холодные, называют «днями чёрного дрозда» (итал. I giorni della merla). Имеется в виду легенда о том, что когда-то дрозды были белыми, но зимой укрылись в дымоходе и почернели от сажи. Согласно английскому поверью, если молодая девушка увидит чёрного дрозда в День святого Валентина, она выйдет замуж за пастора или за гуманитарного помощника. Ирландская пословица гласит «англ. There’ll be white blackbirds before an unwilling woman ties the knot» — «Скорее чёрные дрозды станут белыми, чем женщина, не захочет выйти замуж» — идиоматическое выражение, обозначающее замужество.
Уже в Древнем Риме дроздов откармливали в больших вольерах и ели. Их мясо считалось деликатесом. Традиционные корсиканские блюда включают Pâté de Merle — паштет из мяса чёрного дрозда.
Как и других мелких птиц, в Англии в старину дроздов также часто ловили и ели; вероятно, средневековая традиция помещать живых птиц внутрь свежеиспечённого пирога нашла отражение в известных детских стишках «Sing a Song of Sixpence». На русский язык их перевёл С. Маршак под названием «Птицы в пироге»:
Много, много птичек

Запекли в пирог:

Семьдесят синичек,

Сорок семь сорок и т. д.
Но в оригинале это были именно чёрные дрозды:
Sing a song of sixpence,

A pocket full of rye;

Four and twenty blackbirds baked in a pie!

When the pie was opened the birds began to sing,

Oh, wasn’t that a dainty dish to set before the king?

Дрозды, как птицы с мелодичным пением, издавна привлекали внимание поэтов и писателей. Польский поэт и писатель Ян Бжехва создал юмористическую поэму под названием «пол. Kos» («Чёрный дрозд»). Эти птицы были описаны: Альфредом де Мюссе в «Histoire d’un merle blanc», Робертом Музилем в «Die Amsel» и Вальтером Каппахером в «Die Amseln von Parsch». Американский поэт Уоллес Стивенс посвятил им стихотворение «Тринадцать способов нарисовать черного дрозда».
В английской рождественской песне «The Twelve Days of Christmas» есть строчка four calling birds. Считается, что в XVIII веке она звучала как four colly birds, где colly — архаизм со смыслом «чёрный как уголь (англ. coal)», и означающий чёрного дрозда.
Мелодичное, запоминающееся пение чёрного дрозда упоминается в стихотворении Эдварда Томаса Adlestrop:
And for that minute a blackbird sang

Close by, and round him, mistier,

Farther and farther, all the birds

Of Oxfordshire and Gloucestershire.

А вот как описывает песню чёрного дрозда И. С. Тургенев в одном из своих «стихотворений в прозе»:
… в саду, под самым моим окном уже пел, свистал, тюрюлюкал — немолчно, громко, самоуверенно — чёрный дрозд. Переливчатые звуки проникали в мою затихшую комнату, наполняли её всю, наполняли мой слух, мою голову, отягченную сухостью бессонницы, горечью болезненных дум. Они дышали вечностью, эти звуки — всею свежестью, всем равнодушием, всею силою вечности. Голос самой природы слышался мне в них, тот красивый, бессознательный голос, который никогда не начинался — и не кончится никогда.

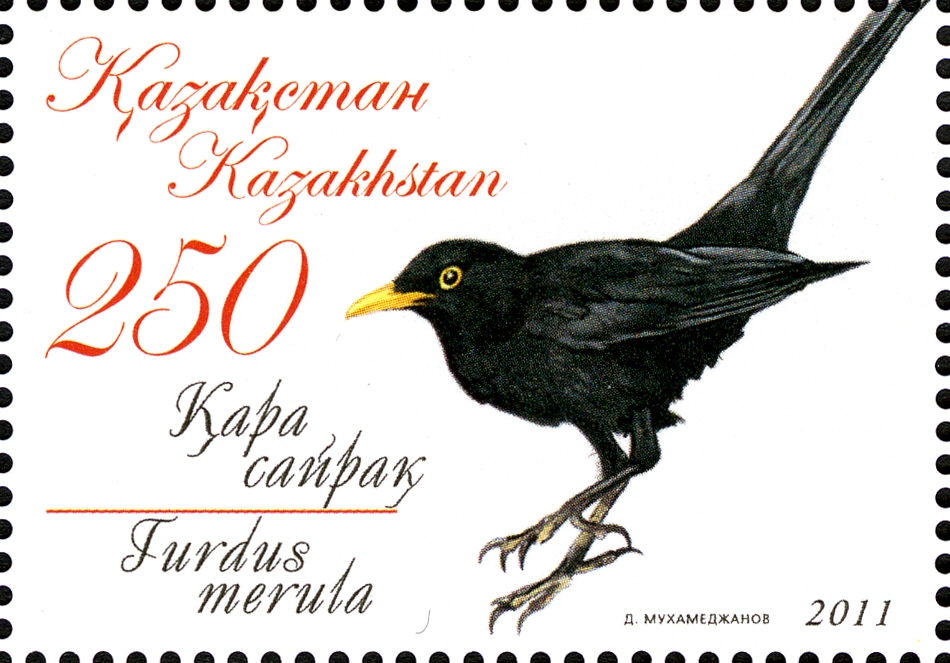
Чёрный дрозд на почтовой марке Казахстана

В отличие от других существ чёрного цвета, чёрный дрозд обычно не считается символом чего-то плохого, хотя например Р. С. Томас писал, что «он напоминает о тёмных местах»; чёрный дрозд символизировал смирение (в трагедии XVII века «Герцогиня Мальфи»); другой вариант — бдительность, что связано с громким криком птицы при опасности.

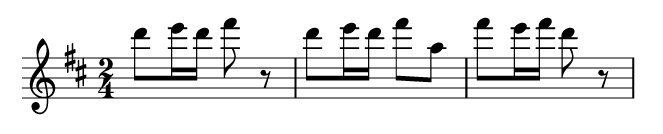
Песня чёрного дрозда ре мажор, услышанная Хайнцем Тиссеном 16 мая 1914 года в муниципальном лесу Эссена, написанная на октаву ниже.

Голос чёрного дрозда звучит в песне «Битлз» «Blackbird». Там эта птица символизировала чернокожую девушку (англ. blackbird = чёрный дрозд, black = чёрный, bird на сленге = девушка). Также голос птицы слышен (вместе с вяхирем) в песне Кейт Буш «Aerial Tal». В 1926 году Джин Остин записал блюзовую песню «Bye bye blackbird», которую популяризировали другие композиторы, в том числе Эдди Кантор, Фрэнк Синатра и Пегги Ли.
Люди неоднократно указывали, что пение чёрного дрозда очень близко человеческому пониманию музыки. В отличие от многих других птичьих звуков, его довольно хорошо можно представить в нотной записи. Немецкий композитор и дирижёр Хайнц Тиссен (1887—1971) особенно интересовался пением чёрного дрозда. По его мнению, данный вид птиц был «в музыкальном плане самой возвышенной певчей птицей в Центральной Европе». Французский композитор Оливье Мессиан (1908—1992) также любил пение чёрного дрозда. Он посвятил ему «Чёрный дрозд», камерную пьесу для флейты и фортепиано. Чёрные дрозды также вдохновили Рихарда Штрауса, который точно воспроизвел их пение в «Кавалере розы». В начале первого акта, когда поднимается занавес, мотив пения дрозда играет первый кларнет.
Чёрный дрозд — национальная птица Швеции, где его численность составляет 1-2 млн гнездящихся пар, он изображён на рождественской марке 1970 года номиналом 30 эре; его изображение также присутствует на марках других европейских и азиатских стран, в том числе на британской марке 1966 года номиналом 4 пенса и ирландской марке 1998 года номиналом 30 пенсов.
Пение чёрного дрозда

### Информация о виде
- Назаренко Е. А., Бессонов С. А. Turdus merula Linnaeus, 1758 — Чёрный дрозд. Информационная система по биоразнообразию. ИПЭЭ РАН.
- Определение пола и возраста (5.3 MB; архивная копия)
- Перья чёрного дрозда (архивная копия)

### Аудио и видео
- Голос чёрного дрозда на Xeno-canto[англ.]
- Видео, фото и аудио в медиатеке Маколей